# John Miller (Politiker, 1774)
John Miller (* 10. November 1774 in Amenia, Provinz New York; † 31. März 1862 in Truxton, New York) war ein US-amerikanischer Politiker. Zwischen 1825 und 1827 vertrat er den Bundesstaat New York im US-Repräsentantenhaus.

## Werdegang
John Miller wurde ungefähr ein Jahr vor dem Ausbruch des Amerikanischen Unabhängigkeitskrieges im Dutchess County geboren. Er besuchte ein Jahr lang die Bezirksschule und eine Zeitlang eine private klassische Schule in Kent (Connecticut). Danach studierte er Medizin an der University of Pennsylvania. 1798 begann er im Washington County zu praktizieren. Miller zog 1801 nach Fabius im Onondaga County – heute Truxton im Cortland County. Er war 1802 als Coroner im Cortland County tätig. 1805 wurde er Postmeister in Truxton – ein Posten, den er bis 1825 innehatte. Er war ein Gründungsmitglied der Cortland County Medical Society, von der er 1808 der erste Präsident wurde. Zwischen 1812 und 1821 war er als Friedensrichter tätig und zwischen 1817 und 1820 als Richter am Kreisgericht. Ferner saß er 1817, 1820 und 1845 in der New York State Assembly.
Als Folge einer Zersplitterung der Demokratisch-Republikanischen Partei vor und während der Präsidentschaft von John Quincy Adams (1825–1829) schloss er sich der Adams-Fraktion an. Bei den Kongresswahlen des Jahres 1824 für den 19. Kongress wurde Miller im 22. Wahlbezirk von New York in das US-Repräsentantenhaus in Washington, D.C. gewählt, wo er am 4. März 1825 die Nachfolge von Justin Dwinell antrat. Er schied nach dem 3. März 1827 aus dem Kongress aus.
Nach seiner Kongresszeit nahm er 1846 als Delegierter an der Verfassunggebenden Versammlung von New York teil. Er verstarb während des Bürgerkrieges in Truxton und wurde dann auf dem Stadtfriedhof beigesetzt.